# When Doctors Disagree
Pour plus de détails, voir Fiche technique et Distribution.
When Doctors Disagree est un film américain réalisé par Victor Schertzinger et sorti en 1919.

## Fiche technique
- Réalisation : Victor Schertzinger
- Scénario :  Anna F. Briand
- Photographie : Percy Hilburn
- Producteur : Samuel Goldwyn
- Société de production : Goldwyn Pictures (en)
- Pays de production :  États-Unis
- Langue : anglais
- Format : Noir et blanc — 35 mm — 1,33:1 — Muet
- Genre : Comédie
- Date de sortie : 
  - États-Unis : 25 mai 1919

## Distribution
- Mabel Normand : Millie Martin
- Walter Hiers : John Turner
- George Nichols : David Martin
- Fritzi Ridgeway : Violet Henny
- Alec B. Francis : Dr. Harris, Sr.
- William Buckley : Dr. Harris, Jr.
- James Gordon